# Réchicourt-le-Château
Pour les articles homonymes, voir Réchicourt.
Réchicourt-le-Château (Ruxinge en francique) est une commune française située dans le département de la Moselle en région Grand Est.
Cette commune se trouve dans la région historique de Lorraine et fait partie du pays de Sarrebourg.

## Géographie
Réchicourt-le-Château est une commune française rurale située dans le département de la Moselle, le Parc naturel régional de Lorraine et le Pays des étangs, à 75 km de Metz, la préfecture du département. Le village est traversé par le canal de la Marne au Rhin.

### Géologie et relief
La commune se compose de 100,73 hectares de territoires artificialisés (3,92 %), 984,99 hectares de territoires agricoles (38,37 %), 1 374,18 hectares de forêts et milieux semi-naturels (53,53 %) et 107,36 hectares de surfaces en eau (4,18 %).
Espaces naturels :
- Six espaces protégés hors Natura 2000 :

Prairie du grand friche,
Prairie du grand friche  - parcelle en maitrise d'usage,
Moselle sud. Réserve de Biosphère, zone centrale,
Moselle sud. Réserve de Biosphère, zone tampon,
Moselle sud. Réserve de Biosphère, zone de transition,
Lorraine. Parc naturel régional.
- Un espace protégé Natura 2000 :

Étang et forêt de Mittersheim, cornée de Ketzing.
- Cinq zone naturelle d'intérêt écologique, faunistique et floristique (Znieff) :

Étang de la Laixière à Batabille,
Étang de Gondrexange,
Pays des Étang,
Étang et ancien canal de Rechicourt-le-Château,
Prairies de Rechicourt-le-Château et Avricourt.

### Voies de communications et transports

#### Voies routières
- La commune est à 3,4 km de Avricourt (Moselle), 7,5 de Moussey, 11,7 de Gondrexange et 24,8 de Sarrebourg[16].

#### Transports en commun
- Fluo Grand Est.

#### Lignes SNCF
- La commune est traversée par la ligne Paris - Strasbourg, cependant la gare de Réchicourt-le-Château est aujourd'hui fermée à tout trafic.

Des bus de la SNCF passent dans le village 3 fois par jour direction Sarrebourg et Avricourt (Moselle).

### Communes limitrophes
| Maizières-lès-Vic   | Azoudange             | Languimberg |
| Moussey             | Réchicourt-le-Château | Gondrexange |
| Avricourt (Moselle) |                       | Foulcrey    |

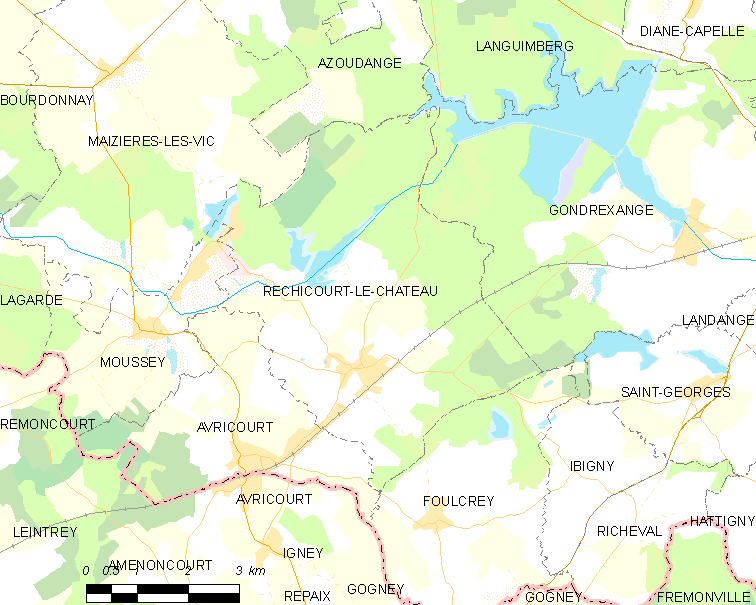
Carte de la commune.
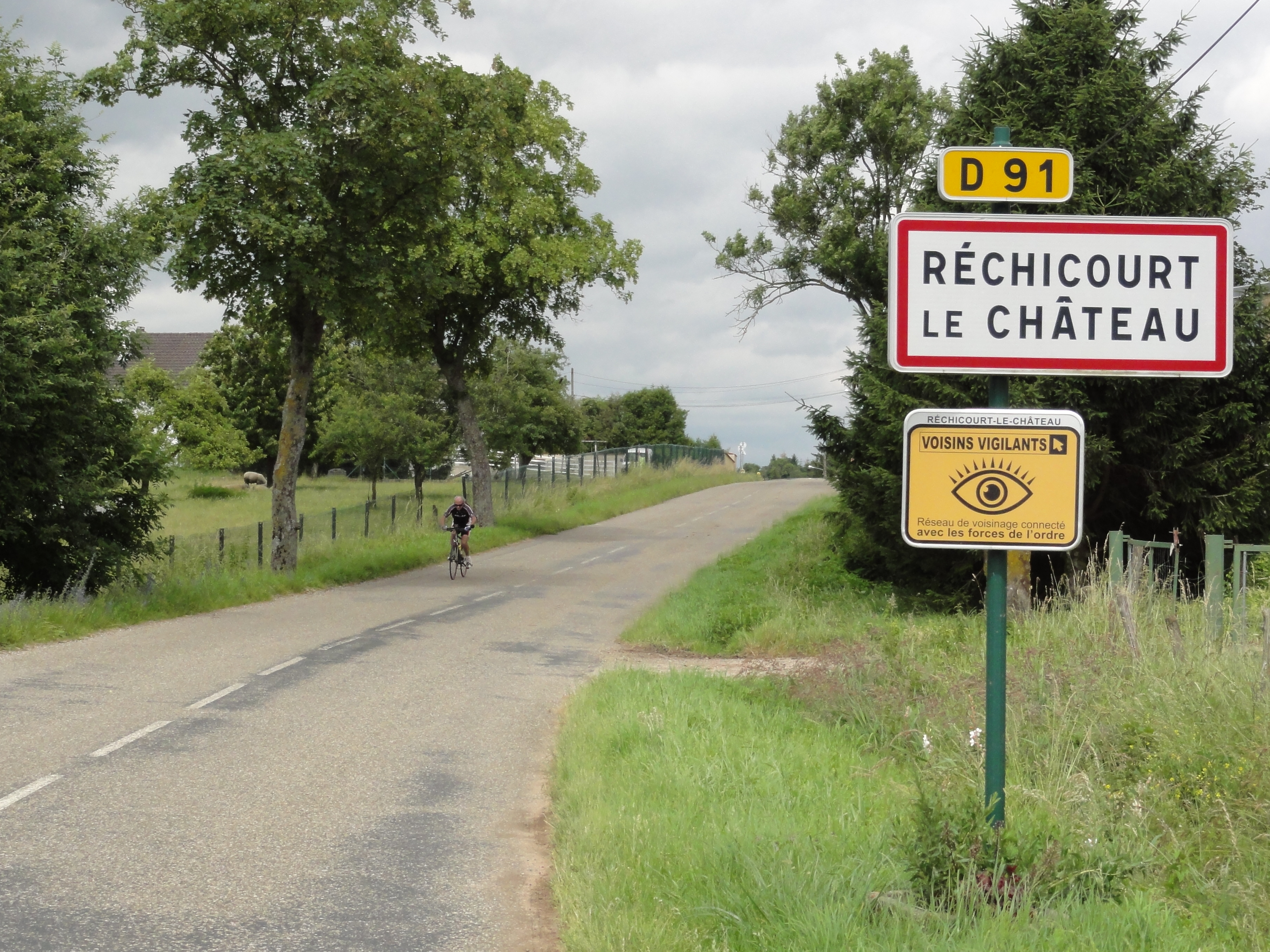
Entrée de Réchicourt-le-Château.
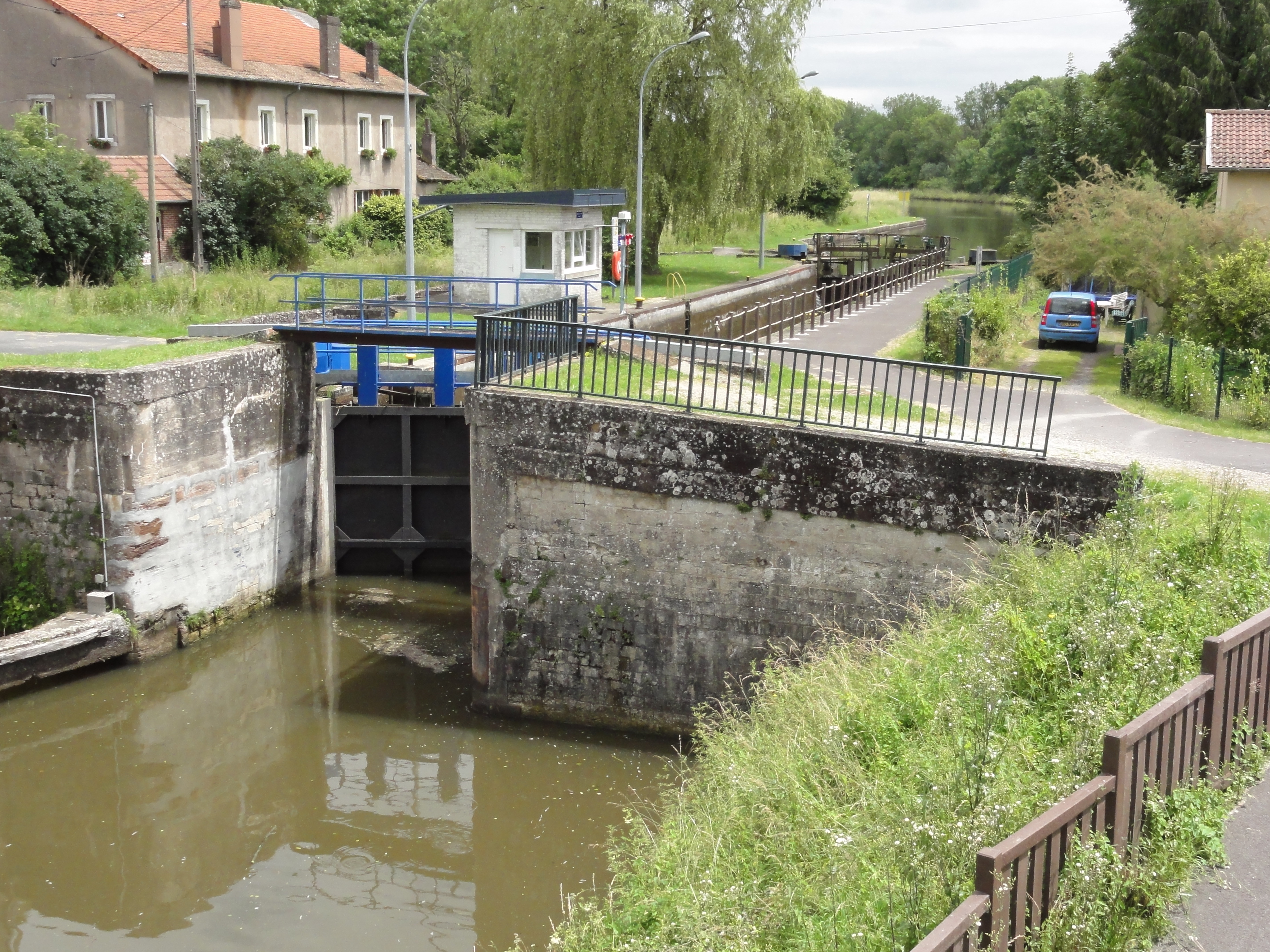
L'écluse no 7 sur le canal de la Marne au Rhin.

### Hydrographie et les eaux souterraines
Hydrogéologie et climatologie : Système d’information pour la gestion des eaux souterraines du bassin Rhin-Meuse :
Territoire communal : Occupation du sol (Corinne Land Cover); Cours d'eau (BD Carthage),
Géologie : Carte géologique; Coupes géologiques et techniques,
 Hydrogéologie : Masses d'eau souterraine; BD Lisa; Cartes piézométriques.
La commune est située dans le bassin versant du Rhin au sein du bassin Rhin-Meuse. Elle est drainée par le canal de la Marne au Rhin, le ruisseau de Gondrexange, le ruisseau de la Laixière, le ruisseau du Roseau, le ruisseau de Beming, le ruisseau de l'Étang de Ketzing, le ruisseau du Grand Bois et le ruisseau du Pre Florentin.
Le canal de la Marne au Rhin, d'une longueur totale de 314 km, et 178 écluses à l'origine, relie la Marne (à Vitry-le-François) au Rhin (à Strasbourg). Par le canal latéral de la Marne, il est connecté au réseau navigable de la Seine vers l'Île-de-France et la Normandie.
Le ruisseau de Gondrexange, d'une longueur totale de 19,3 km, prend sa source dans la commune  et se jette  dans la Sarre à Imling, après avoir traversé sept communes.
Le ruisseau de la Laixière, d'une longueur totale de 10,3 km, prend sa source dans la commune de Maizières-lès-Vic et se jette  dans le Sânon à Lagarde, après avoir traversé trois communes.

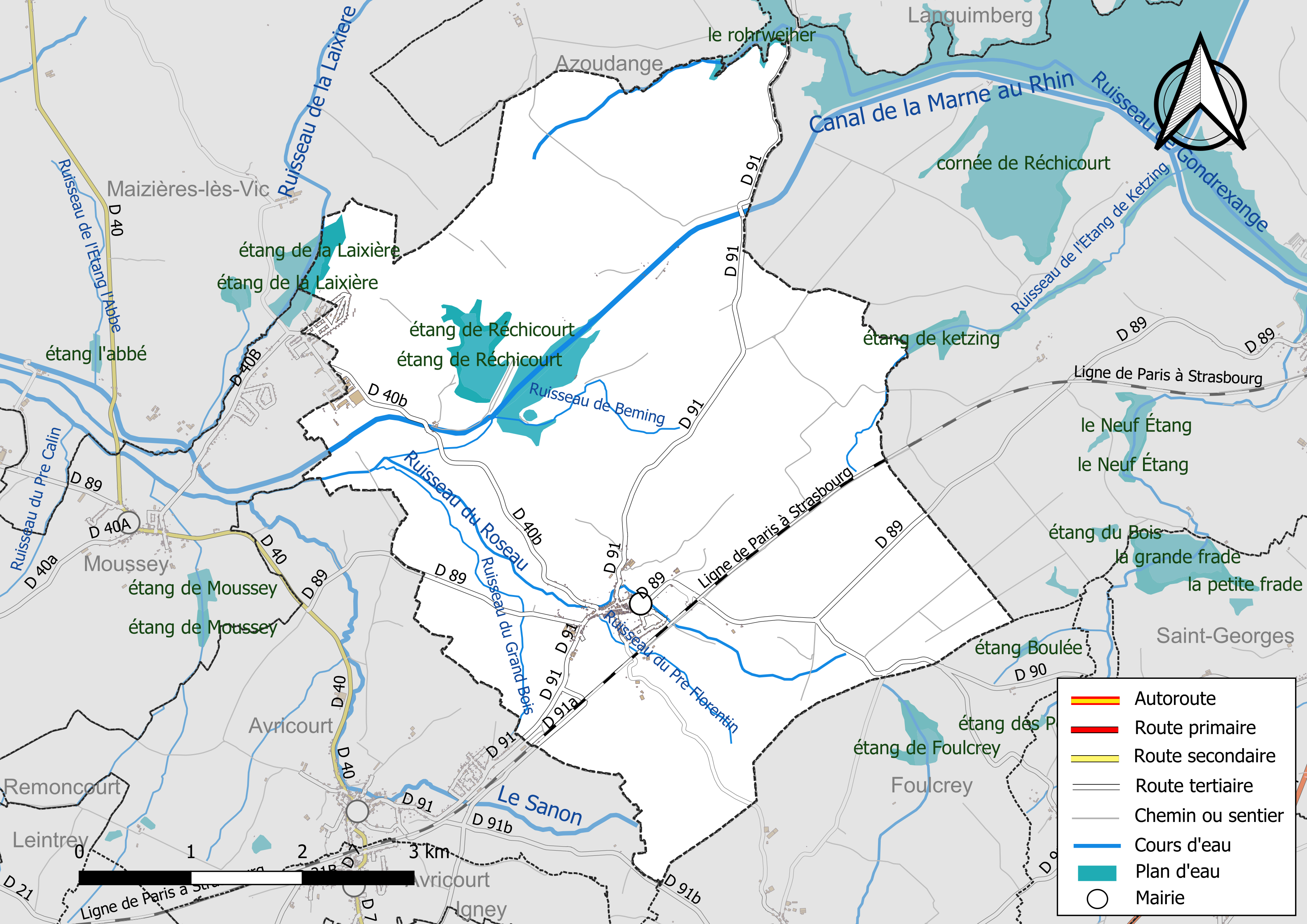
Réseaux hydrographique et routier de Réchicourt-le-Château.

La qualité des eaux des principaux cours d’eau de la commune, notamment du canal de la Marne au Rhin, du ruisseau de Gondrexange et du ruisseau de la Laixière, peut être consultée sur un site spécial géré par les agences de l’eau et l’Agence française pour la biodiversité.

### Climat
Pour des articles plus généraux, voir Climat du Grand Est et Climat de la Moselle.
En 2010, le climat de la commune est de type climat des marges montargnardes, selon une étude du Centre national de la recherche scientifique s'appuyant sur une série de données couvrant la période 1971-2000. En 2020, Météo-France publie une typologie des climats de la France métropolitaine dans laquelle la commune est exposée à un climat semi-continental et est dans la région climatique  Vosges, caractérisée par une pluviométrie très élevée (1 500 à 2 000 mm/an) en toutes saisons et un hiver rude (moins de 1 °C). 
Pour la période 1971-2000, la température annuelle moyenne est de 9,6 °C, avec une amplitude thermique annuelle de 16,7 °C. Le cumul annuel moyen de précipitations est de 977 mm, avec 12,3 jours de précipitations en janvier et 9,6 jours en juillet. Pour la période 1991-2020, la température moyenne annuelle observée sur la station météorologique de Météo-France la plus proche, « Nitting_sapc », sur la commune de Nitting à 14 km à vol d'oiseau, est de 10,4 °C et le cumul annuel moyen de précipitations est de 993,7 mm. 
La température maximale relevée sur cette station est de 37,9 °C, atteinte le 25 juillet 2019 ; la température minimale est de −19,4 °C, atteinte le 26 décembre 2010,,. 
Les paramètres climatiques de la commune ont été estimés pour le milieu du siècle (2041-2070) selon différents scénarios d'émission de gaz à effet de serre à partir des nouvelles projections climatiques de référence DRIAS-2020. Ils sont consultables sur un site spécial publié par Météo-France en novembre 2022.

## Urbanisme

### Typologie
Au 1er janvier 2024, Réchicourt-le-Château est catégorisée commune rurale à habitat dispersé, selon la nouvelle grille communale de densité à sept niveaux définie par l'Insee en 2022.
Elle est située hors unité urbaine. Par ailleurs la commune fait partie de l'aire d'attraction de Sarrebourg, dont elle est une commune de la couronne,. Cette aire, qui regroupe 87 communes, est catégorisée dans les aires de 50 000 à moins de 200 000 habitants,.

### Occupation des sols
L'occupation des sols de la commune, telle qu'elle ressort de la base de données européenne d’occupation biophysique des sols Corine Land Cover (CLC), est marquée par l'importance des forêts et milieux semi-naturels (53,5 % en 2018), une proportion sensiblement équivalente à celle de 1990 (53,6 %). La répartition détaillée en 2018 est la suivante : 
forêts (53,5 %), prairies (24,7 %), terres arables (11,8 %), eaux continentales (4,2 %), zones urbanisées (3,5 %), zones agricoles hétérogènes (1,8 %), zones industrielles ou commerciales et réseaux de communication (0,5 %). L'évolution de l’occupation des sols de la commune et de ses infrastructures peut être observée sur les différentes représentations cartographiques du territoire : la carte de Cassini (XVIIIe siècle), la carte d'état-major (1820-1866) et les cartes ou photos aériennes de l'IGN pour la période actuelle (1950 à aujourd'hui).

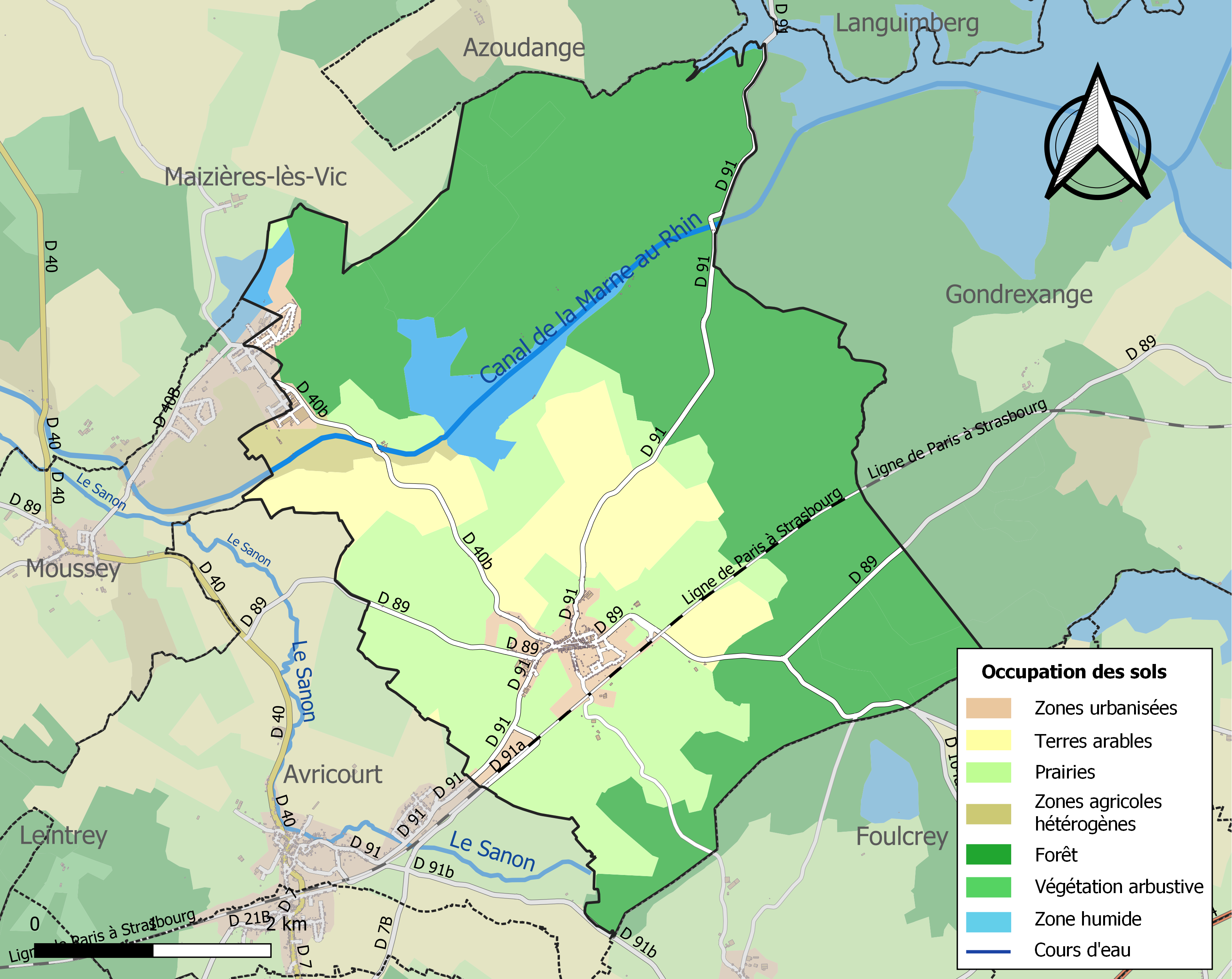
Carte des infrastructures et de l'occupation des sols de la commune en 2018 (CLC).

## Toponymie
- Évoqué pour la première fois dans une charte de l'Abbaye de Gorze datée de 770.
- Réchicourt (dont on cite deux des noms : Rixange et Rixingen) est nommé Ruxinga sur la plus ancienne carte de Lorraine[33].
- Ancien noms[34],[35]: Rehensacoldocurtis et Rehensaldo curtis[36] (770), Ruodgisingen ou Ruadgisingen[37] (991), Castro Richiscurtis (1103), Ruchesingen (1179), Richicort (1181), Richercort et Richercourt[38] (1182), Ruchesinga et Rukesinga (1256), Rukesingen (1269 et 1321[37]), Ruchesingue et Ruchesingen (1273), Ruckesingen (1372), Rechiecourt le chastel (1401), Ruxsingen (1469), Ruckesingen (1490), Rixinga (1513 : carte Ptolémée), Rychicourt et Rechiecourt (1525), Riexingen (1528), Rechicour (1793), Réchicourt (1801), Rixingen (1871-1918 et 1940-1945).
- En lorrain roman : Rchico.

## Histoire

### Moyen Âge
Réchicourt ou Ruxinga en germanique médiéval, déjà mentionné en 770 est situé au nord-est de la cité de Toul ou Civitas Leucorum. Après avoir appartenu à différents seigneurs, il devient un comté. À partir du XIIIe siècle, ce fief d'Empire, indépendant du duché de Lorraine, appartient à la famille allemande de Linange (Leiningen).
En 930, il y avait une église au « Haut-Mont », village disparu, comme en témoigne cette porte d'église millésimée 930, trouvée en 1806. Le territoire fait partie de l'ancien pays Chaumontois happé sous la férule de l'évêque de Metz à l'époque ottonienne. Il se trouve le long de la frontière linguistique romande et germanique, qui, vers l'an 1000, suit une ligne Audun-le-Tiche, Moyeuvre, Vigy, Mainvillers, Mulcey, Réchicourt-le-Château, Turquestein-Blancrupt avant de longer la crête des Vosges jusqu'au sud de l'Alsace. En 1255, le comte de Réchicourt fait hommage à l'évêque de Metz pour le château de Réchicourt. Au XIVe siècle, la seigneurie relevait du comte Linange-Dabo.

### Ancien Régime
Le comté de Réchicourt relevait en fief du bailliage d'Allemagne. Selon le géographe Bugnon, ce comté comprenait en 1719 : Avricourt, Azoudange, Diane-Capelle, Gondrexange, Ibigny, Lorquin, Moussey, la Neuveville-les-Lorquin, Réchicourt-le-Château, Romécourt, Xouaxange, et les censes de Milberg, de Rinting et de Xirxange. 
En 1628 et 1630, Réchicourt subit pillage et dévastation. En 1681, le comte Frédéric d'Ahlefeldt fait hommage au roi de France pour le comté de Réchicourt. La seigneurie reste terre d'Empire après le rattachement de la Lorraine à la France en 1766. De 1751 à 1789, le comté appartient à la famille du duc de Fronsac-Richelieu.

### Depuis la Révolution
Réchicourt est annexé par le royaume de France (puis la République française) à la Révolution et fait partie du département de la Meurthe. L'annexion est entérinée par le traité de Lunéville en 1801.
En 1871, Réchicourt est annexé à l'Empire allemand par le traité de Francfort. En 1919, il redevient une commune française du département de la Moselle. De lourdes destructions marquent le village lors de la Seconde Guerre mondiale.

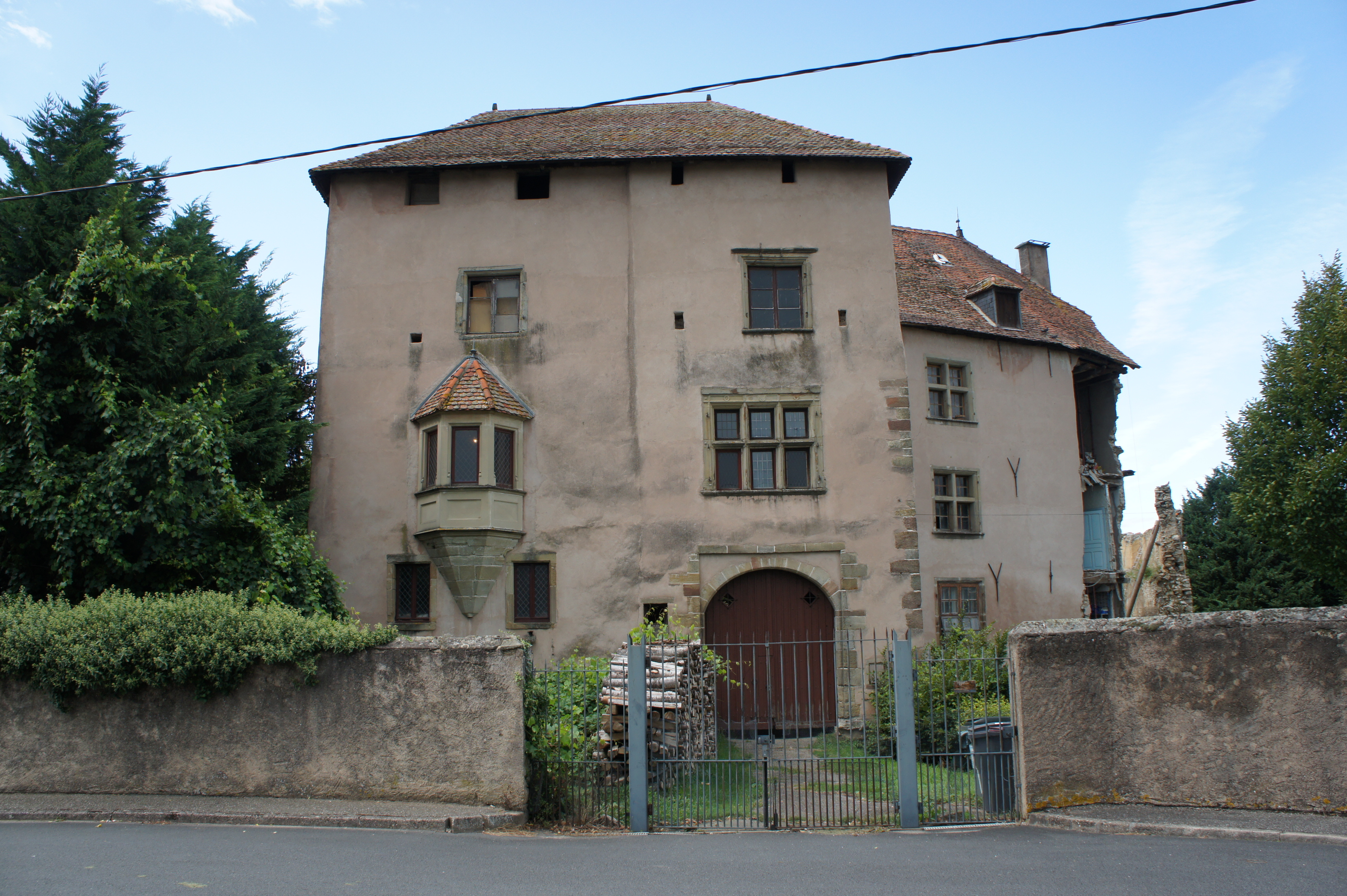
Château de Réchicourt.

### Château de Réchicourt
Le site apparaît dans les textes entre le VIIIe et le Xe siècle sous le double  nom de Réchicourt (Rechicurtis) et Rixingen (Ruadgisingen). Le premier évoque un grand domaine carolingien, d'ailleurs un des plus importants de la région, dont le  centre est à cour fermée (curtis). Le deuxième nom évoque le village franc constitué depuis le Ve et le VIe siècle (Rixingen en germanique francique).

## Politique et administration

### Budget et fiscalité 2023

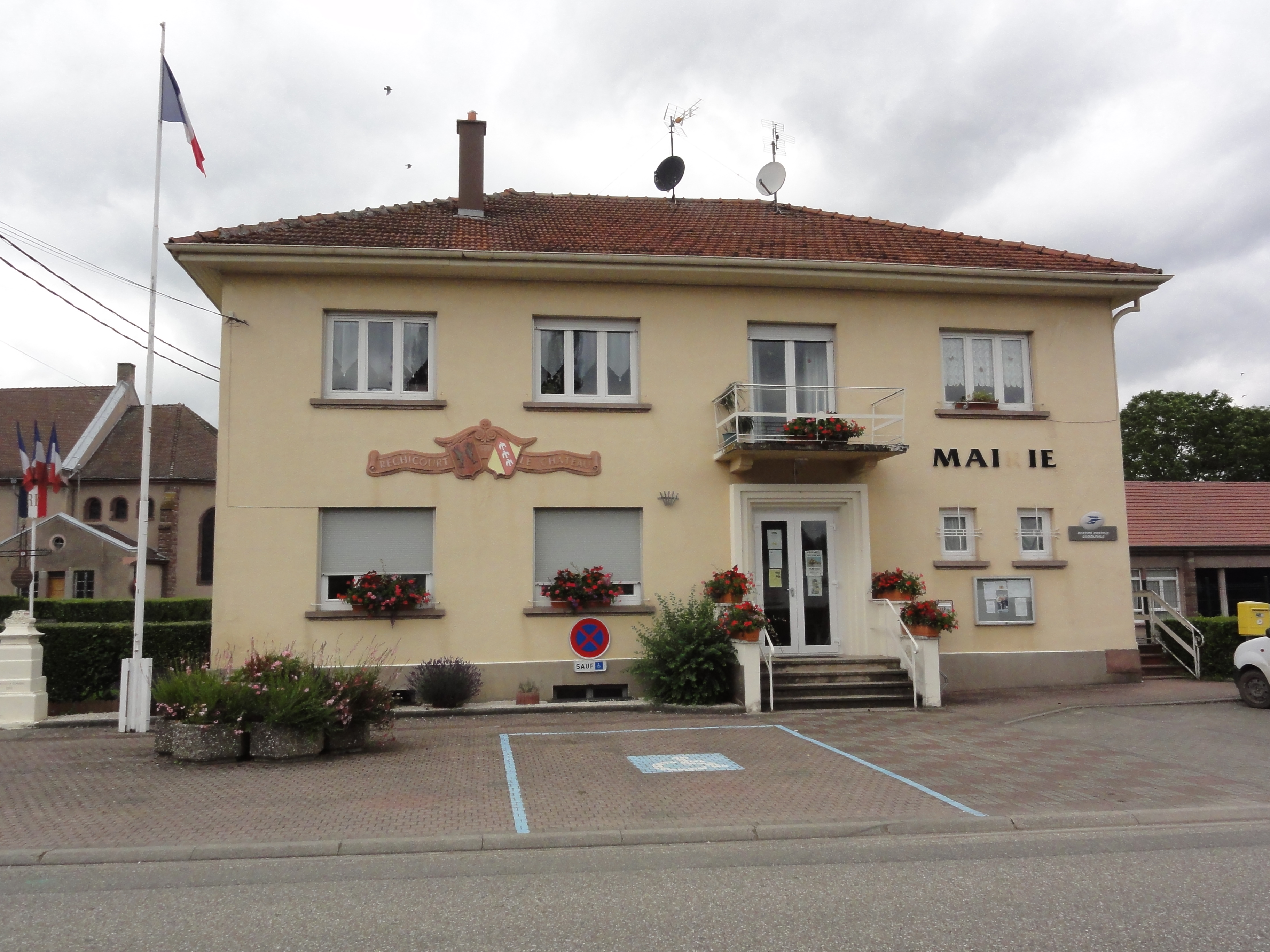
La mairie.

En 2023, le budget de la commune était constitué ainsi :
- total des produits de fonctionnement : 436 000 €, soit 755 € par habitant ;
- total des charges de fonctionnement : 326 000 €, soit 564 € par habitant ;
- total des ressources d'investissement : 173 000 €, soit 300 € par habitant ;
- total des emplois d'investissement : 277 000 €, soit 480 € par habitant ;
- endettement : 448 000 €, soit 776 € par habitant.

Avec les taux de fiscalité suivants :
- taxe d'habitation : 13,23 % ;
- taxe foncière sur les propriétés bâties : 25,28 % ;
- taxe foncière sur les propriétés non bâties : 33,89 % ;
- taxe additionnelle à la taxe foncière sur les propriétés non bâties : 0,00 % ;
- cotisation foncière des entreprises : 0,00 %.

Chiffres clés Revenus et pauvreté des ménages en 2021 : médiane en 2021 du revenu disponible, par unité de consommation : 19 640 €.

### Liste des maires
| Période                                  | Période   | Identité             | Étiquette | Qualité                              |
| ---------------------------------------- | --------- | -------------------- | --------- | ------------------------------------ |
| Les données manquantes sont à compléter. |           |                      |           |                                      |
| 1959                                     | 1984      | Antoine Schwenck,    |           |                                      |
| juin 1995                                | mars 2001 | Jean-Michel Pedretti |           |                                      |
| mars 2001                                | ?         | Gérard Kelle         |           |                                      |
| mai 2020                                 | En cours  | Stéphane Ermann      |           | Agriculteur sur moyenne exploitation |

## Population et société

### Démographie

#### Évolution démographique
L'évolution du nombre d'habitants est connue à travers les recensements de la population effectués dans la commune depuis 1793. Pour les communes de moins de 10 000 habitants, une enquête de recensement portant sur toute la population est réalisée tous les cinq ans, les populations de référence des années intermédiaires étant quant à elles estimées par interpolation ou extrapolation. Pour la commune, le premier recensement exhaustif entrant dans le cadre du nouveau dispositif a été réalisé en 2005.

En 2022, la commune comptait 555 habitants, en évolution de +1,46 % par rapport à 2016 (Moselle : +0,52 %, France hors Mayotte : +2,11 %).
| 1793 | 1800 | 1806 | 1821 | 1831 | 1836  | 1841  | 1846  | 1851  |
| ---- | ---- | ---- | ---- | ---- | ----- | ----- | ----- | ----- |
| 702  | 715  | 822  | 895  | 916  | 1 015 | 1 008 | 1 070 | 1 060 |

| 1856 | 1861 | 1871 | 1875 | 1880 | 1885 | 1890 | 1895 | 1900 |
| ---- | ---- | ---- | ---- | ---- | ---- | ---- | ---- | ---- |
| 944  | 950  | 927  | 936  | 904  | 882  | 809  | 883  | 816  |

| 1905 | 1910 | 1921 | 1926 | 1931 | 1936 | 1946 | 1954  | 1962  |
| ---- | ---- | ---- | ---- | ---- | ---- | ---- | ----- | ----- |
| 897  | 888  | 693  | 617  | 672  | 771  | 900  | 1 052 | 1 029 |

| 1968 | 1975 | 1982 | 1990 | 1999 | 2005 | 2006 | 2010 | 2015 |
| ---- | ---- | ---- | ---- | ---- | ---- | ---- | ---- | ---- |
| 982  | 924  | 931  | 825  | 726  | 558  | 559  | 595  | 552  |

| 2020 | 2022 | - | - | - | - | - | - | - |
| ---- | ---- | - | - | - | - | - | - | - |
| 564  | 555  | - | - | - | - | - | - | - |

## Économie

### Entreprises et commerces

#### Agriculture
- Culture de céréales, de légumineuses et de graines oléagineuses.
- Culture et élevage associés.
- Élevage d'ovins et de caprins.
- Élevage de chevaux et d'autres équidés.
- Élevage de volailles.

#### Tourisme
- Hébergements et restauration à Réchicourt-le-Château[53], Mézières-lès-Vic, Cirey-sur-Vezouze, Xouaxanges.

#### Commerces
- Commerces et services de proximité[54].

## Culture locale et patrimoine

### Lieux et monuments
- Mardelles, hache de bronze et sarcophages mis au jour en 1871.
- Passage d'une voie romaine.
- Château médiéval[55], XIIe siècle, détruit vers 1469 au cours d'un conflit entre le comte Rudolphe de Linange et le duc de Lorraine, entièrement rasé en 1879[56].
- Château édifié au XVIe siècle, remanié XVIIe siècle, agrandi au XVIIIe siècle : logis, escalier XVIIIe siècle deux pièces à l'étage, grange ; restes de l'enceinte fortifiée[57].
- Tour dans la grand'rue.
- Cité industrielle de Bataville à Hellocourt[58].
- Voie verte du Canal de la Marne au Rhin.
- Écluse de Réchicourt-le-Château

#### Édifices et sites religieux

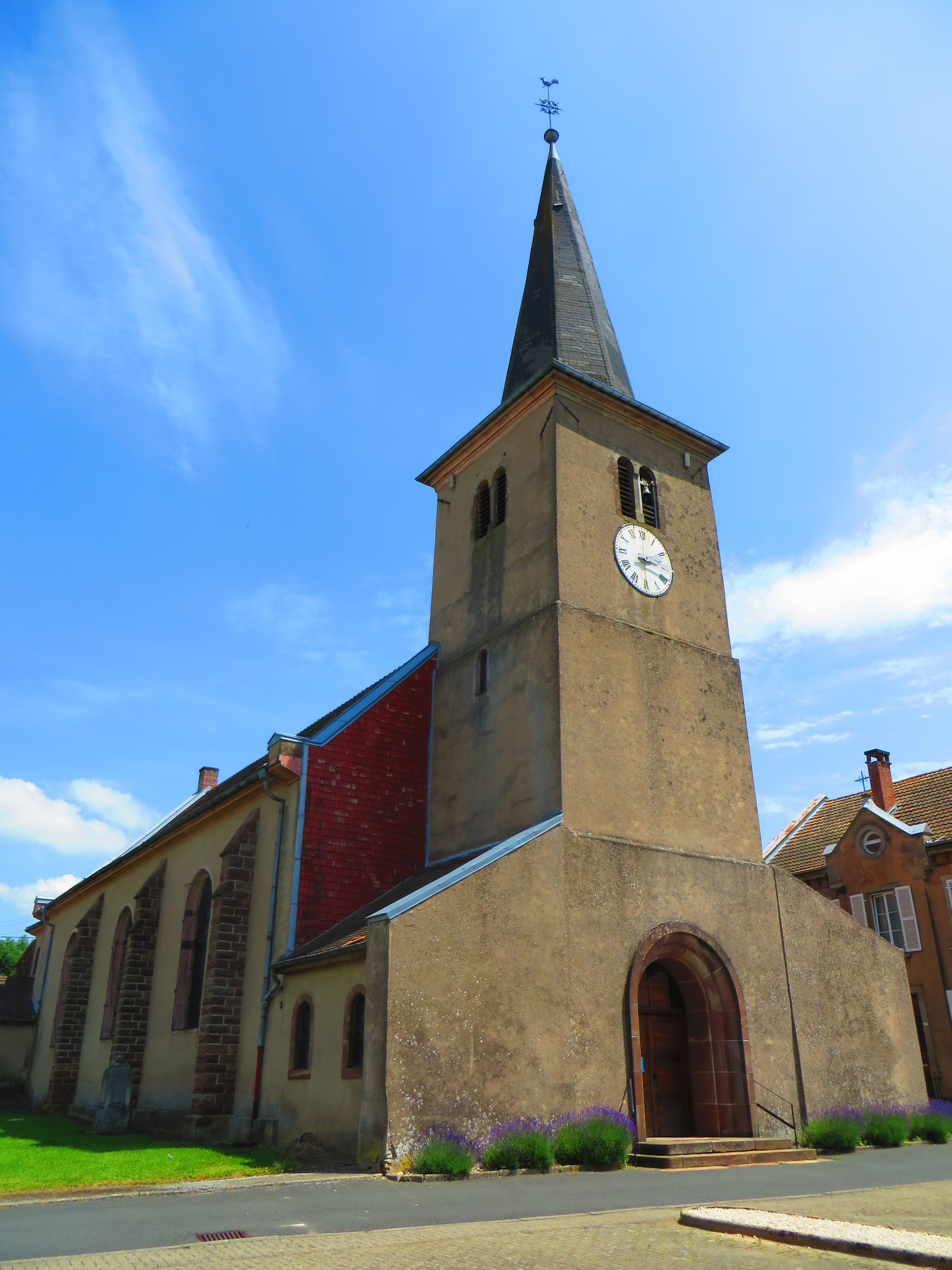
Église Saint-Adelphe.

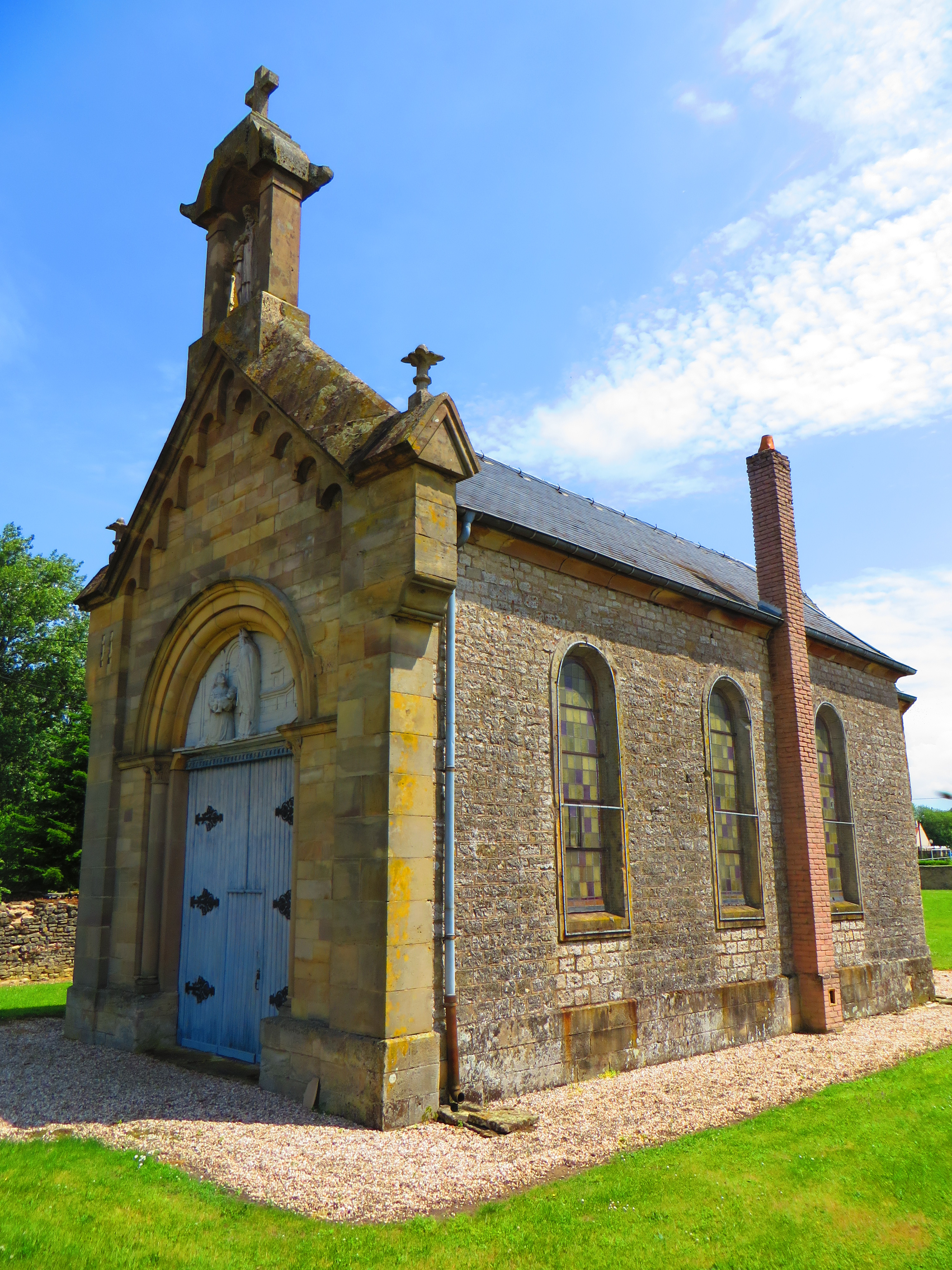
Chapelle Saint-Blaise.

- Église Saint-Adelphe datant de 1737, reconstruite 1951[59].

Patrimoine mobilier :
* Vierge à l'Enfant assise XVe siècle, statues XVIIe siècle,
* Orgue,
* et cloche de 1669.
- Chapelle Saint-Blaise XIXe siècle[63],[64].
- Cimetière[65],[66].
- Monuments commémoratifs[67] :

Monument aux morts.
Petit monument aux morts 1914-18 au cimetière.
Mémorial chasseurs à cheval 13e régiment, 1914.
Hommage à l'équipage du B-17 américain Shady Lady,.
Tombe du sous-lieutenant Joris.
- Statue de Sacré-Cœur du Christ.
- Deux Grotte de Lourdes[72].
- croix de chemins.

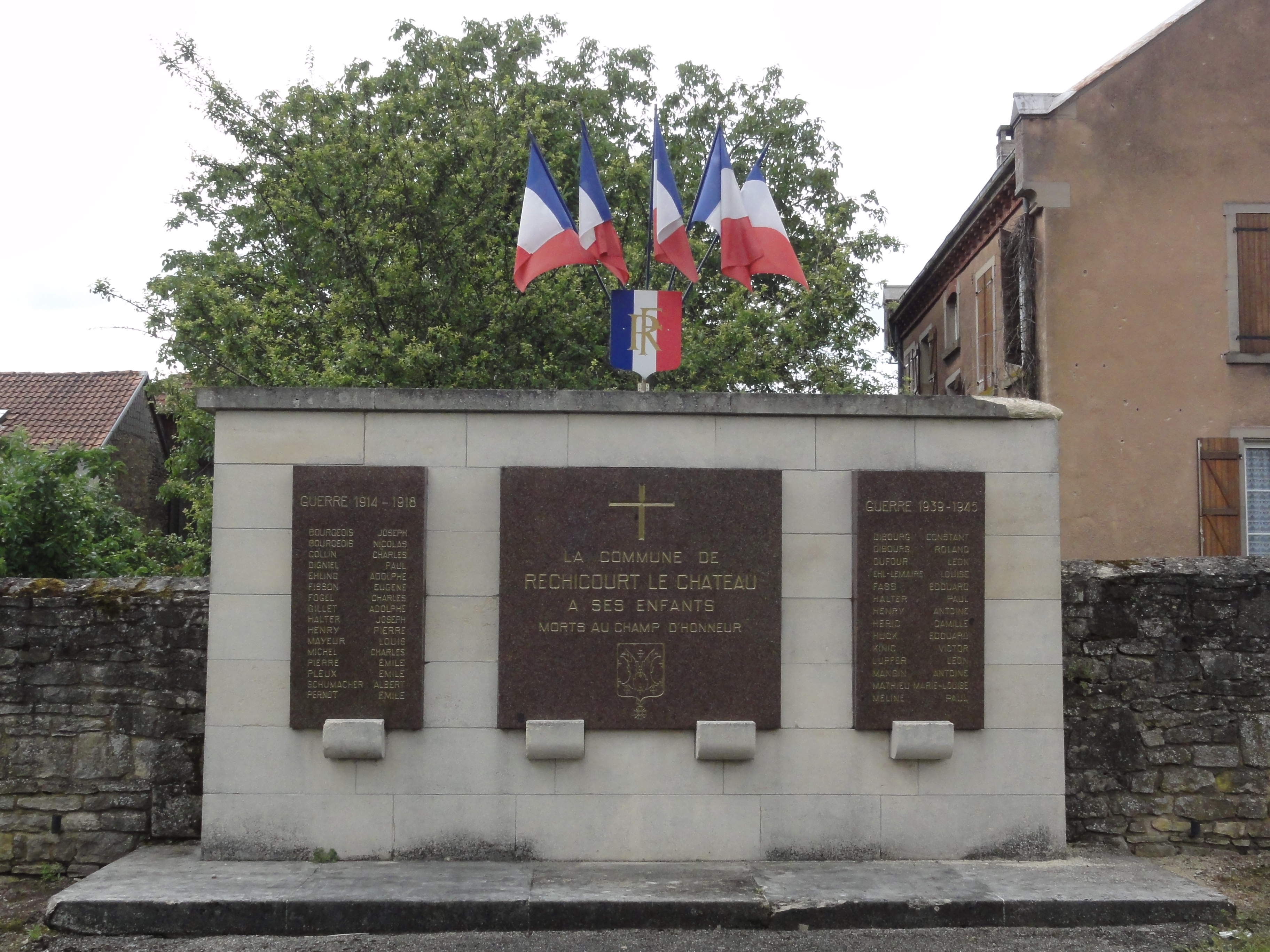
Monument aux morts.
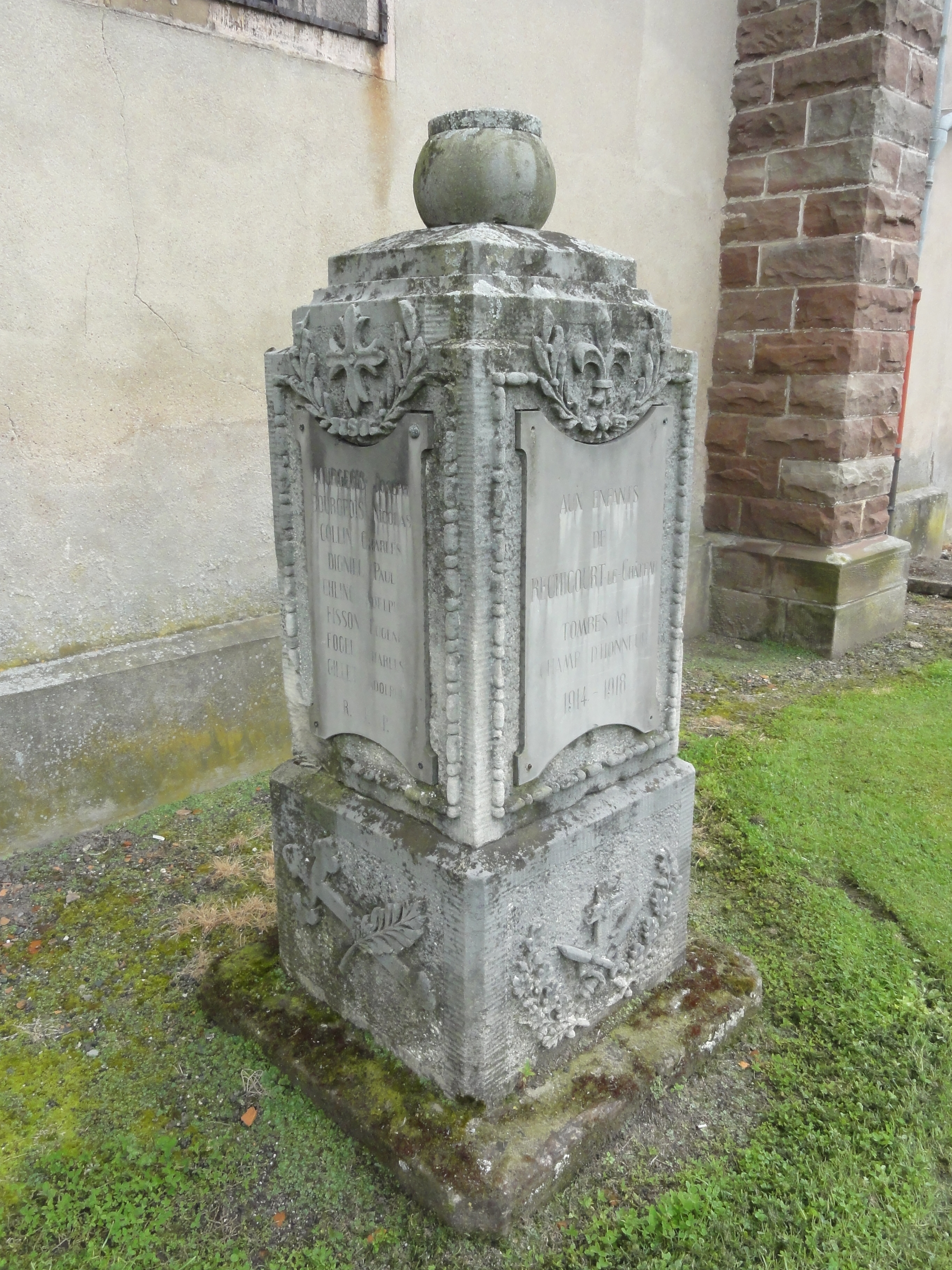
Petit monument aux morts au cimetière.
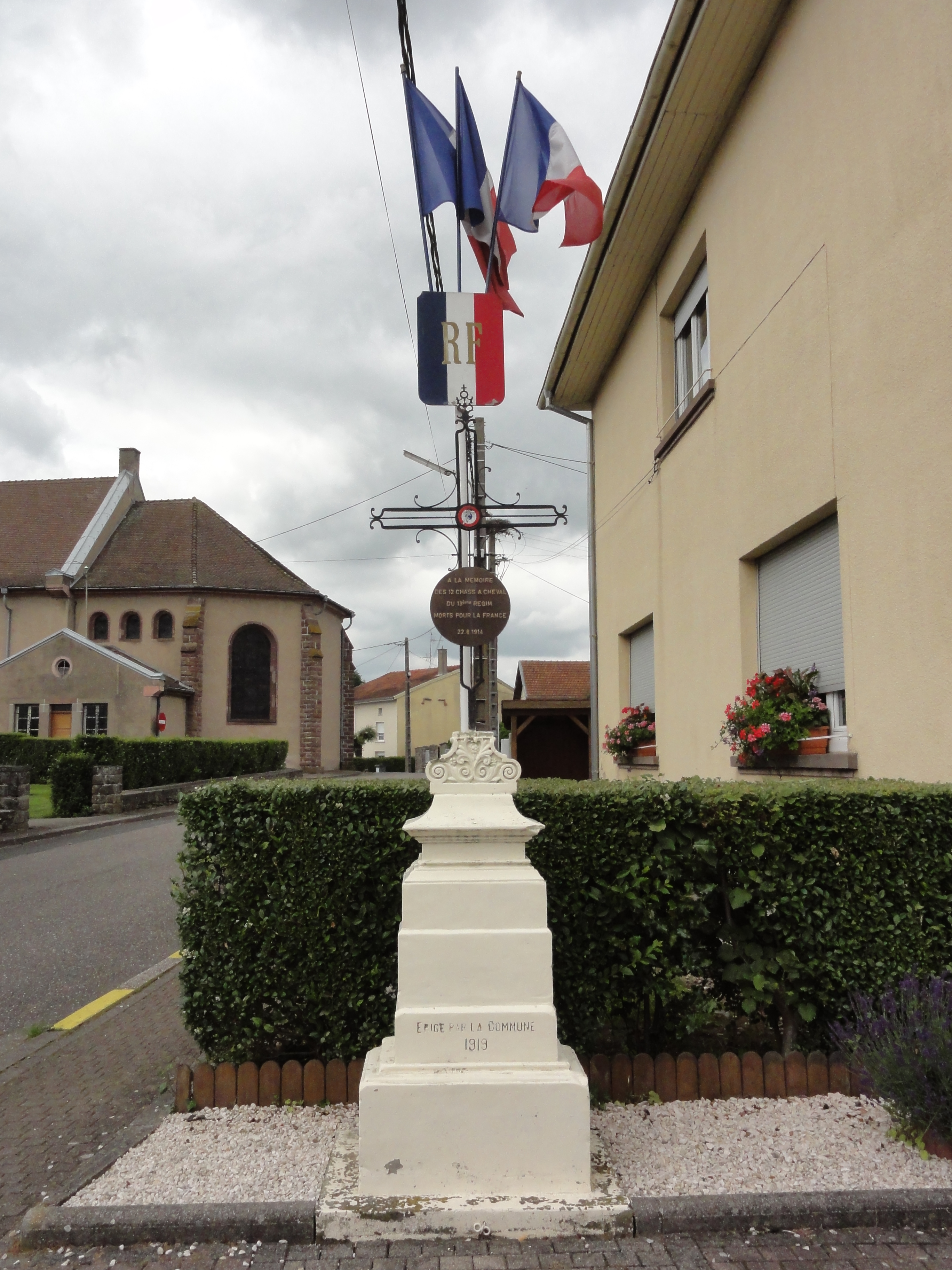
Mémorial Chasseurs à cheval, 1914.
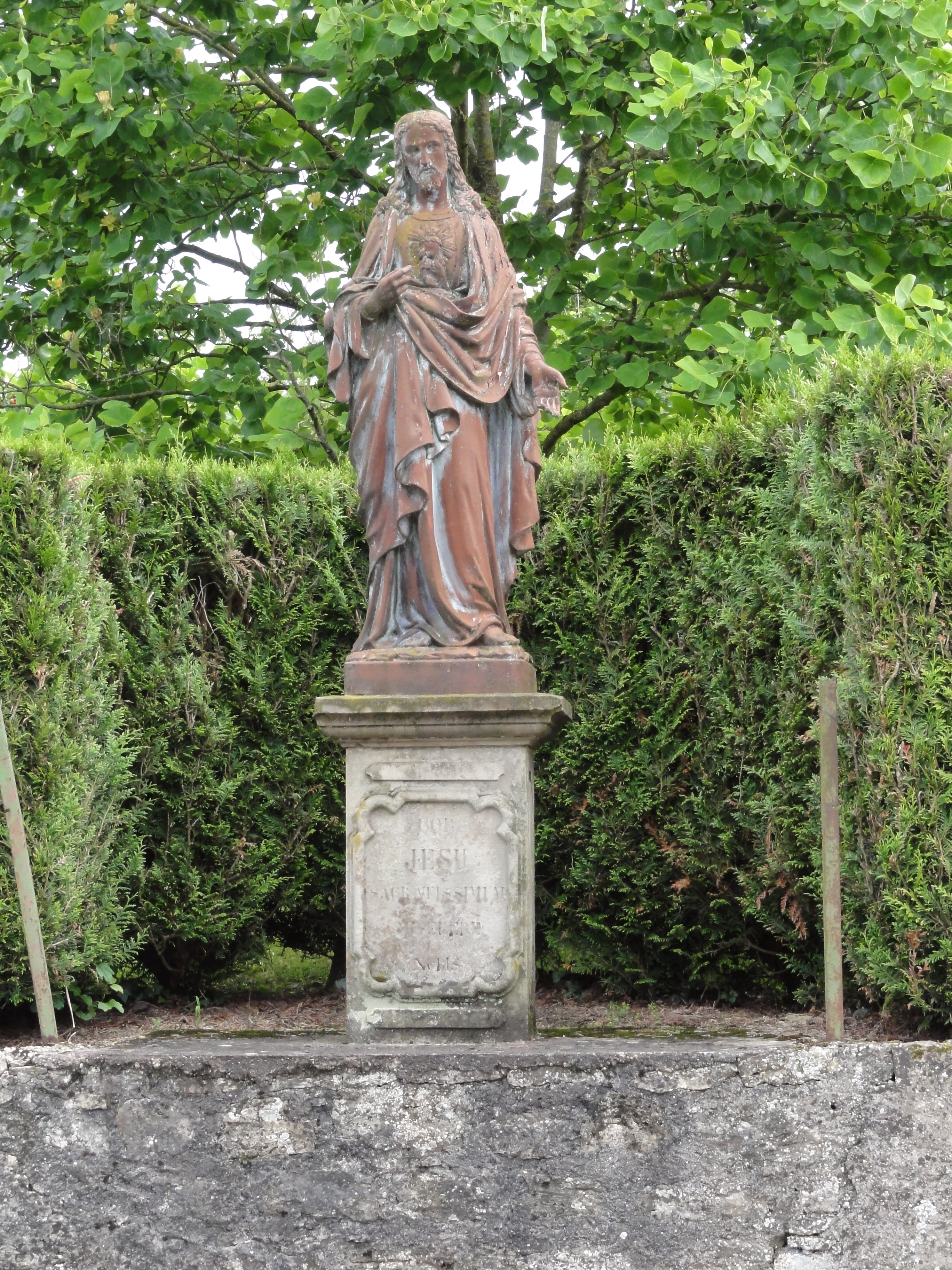
Statue de Sacré-Cœur du Christ.
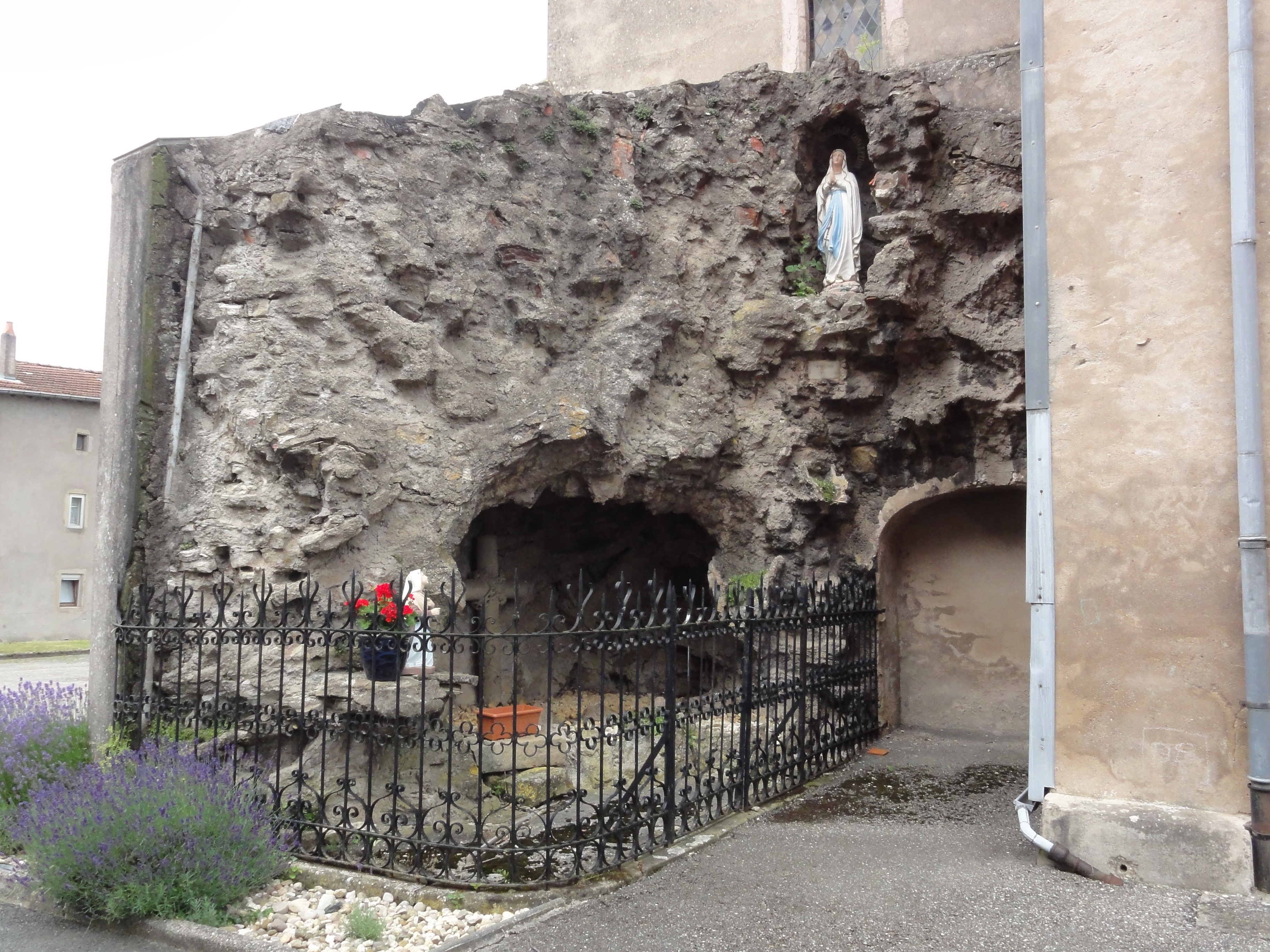
Grotte de Lourdes.

### Personnalités liées à la commune
- Marya Delvard, alias Maria Joséphine Billère (1874 - 1965) est une chansonnière et artiste de cabaret franco-allemande.
- Marcel Khill, (1912-1940) comédien, mort au champ d'honneur.

## Héraldique
| Blason de Réchicourt-le-Château | Blason  | De gueules semé de croix recroisetées au pied fiché d'or à deux saumons adossés de même. |
| Blason de Réchicourt-le-Château | Détails | Le statut officiel du blason reste à déterminer.                                         |